# Dodge Town Wagon

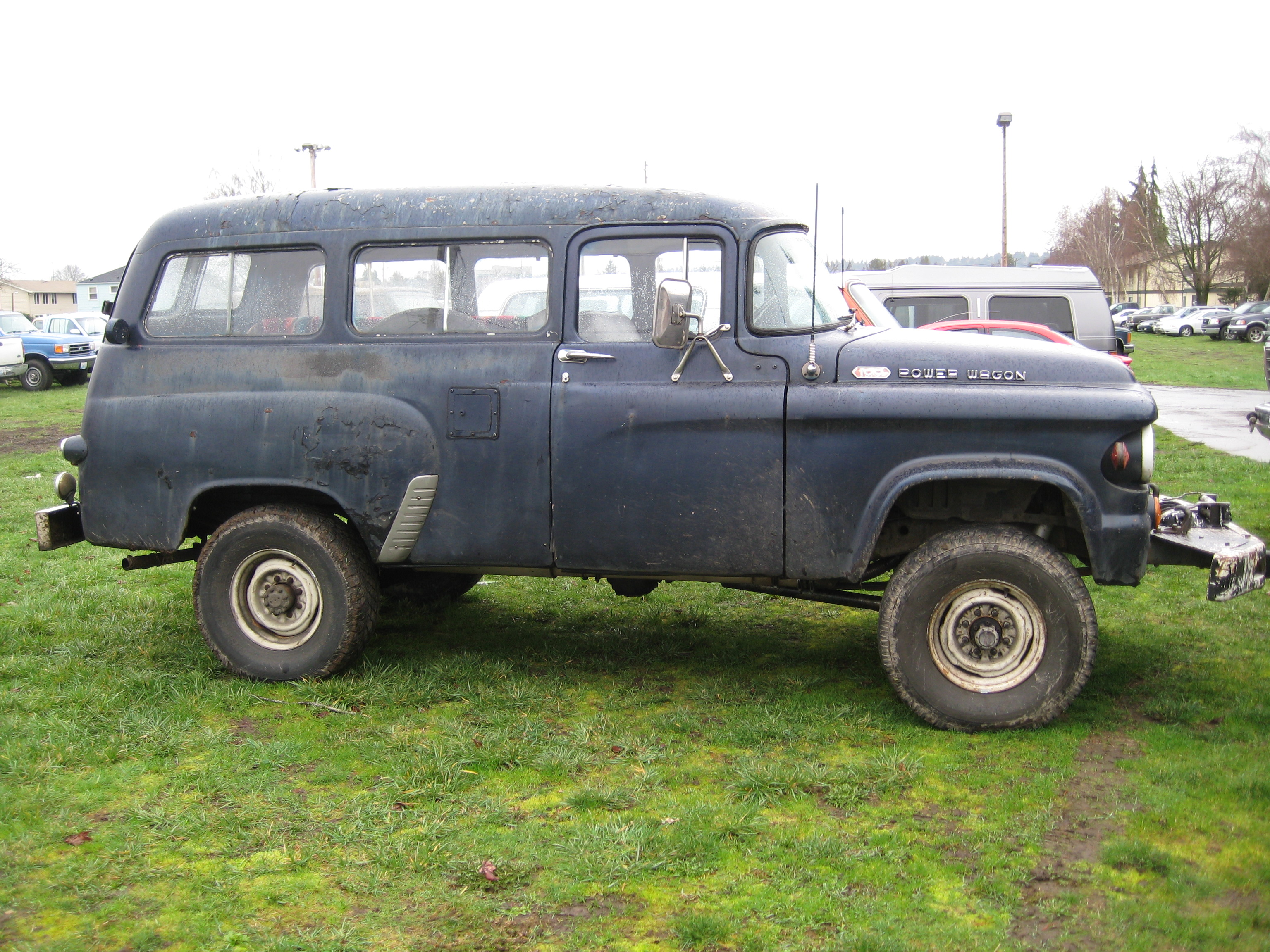
Uma Town Wagon modelo 1963 Power Wagon fotografada em 2010.

O Dodge Town Wagon foi um carro fabricado de 1950 a 1960. Foi um concorrente do Chevrolet Suburban.